# Комас, Арнау
Арнау Комас Фрексиас (исп. Arnau Comas Freixas; род. 11 апреля 2000, Каса-де-ла-Сельва, Каталония) — испанский футболист, защитник клуба «Базель».

## Клубная карьера
Комас — воспитанник клуба «Барселона». Летом 2019 года Арнау на правах аренды перешёл в «Олот». 15 сентября в матче против «Кастельона» он дебютировал в Третьем дивизионе Испании. По окончании аренды Комас вернулся в «Барселону». 18 октября 2020 года в матче против «Химнастика» Таррагона он дебютировал в составе дублёров клуба. В этом же поединке Арнау забил свой первый гол за дублирующий состав.
Летом 2022 года Комас перешёл в швейцарский «Базель», подписав контракт на 4 года. 24 июля в матче против «Серветта» он дебютировал в швейцарской Суперлиге. 23 октября в поединке против «Винтертура» Арнау забил свой первый гол за «Базель». 